# Phare de Great Isaac
Le phare de Great Isaac est un phare actif situé sur la caye  de Great Isaac Cay appartenant administrativement au district de Bimini (archipel des Îles Bimini), aux Bahamas. Il est géré par le Bahamas Port Department 

## Histoire
Érigé en 1851 et mis en service en 1859, le phare marque l'entrée de Northwest Providence Channel, à 120 km au nord de Nassau. Il est situé à l'extrémité nord de l'archipel de Bimini.
On a prétendu que, par nuit de pleine lune, on entendait des sons inhabituels sur la petite île. À la fin du XIXe siècle, la tradition locale raconte le naufrage d’un navire sur l’île avec un survivant, un bébé. La mère désemparée, connue sous le nom de Grey Lady, hantera l'île jusqu'à ce jour, pleurant de chagrin pendant la pleine lune.
Le 4 août 1969, il a été découvert que la station avait été abandonnée par ses deux gardiens, qui n'ont jamais été retrouvés. De nombreux croyants du Triangle des Bermudes affirment que les gardiens ont été deux autres victimes perdues face à ses forces mystérieuses. Cependant, le record d'ouragan de 1969 indique que l'ouragan Anna, celui de 1969, (1er et 2 août), est passé suffisamment près pour causer des conditions météorologiques dangereuses pour la minuscule île rocheuse.
L'île est ouverte au public, mais le phare n'est plus visitable car l'escalier a été supprimé pour bloquer l'accès à l'intérieur. La maison des gardiens, la citerne et divers bâtiments sont en ruines. Mais Great Isaac Cay  reste une destination prisée des plaisanciers.

## Description
Ce phare est une tour circulaire en fonte, avec une galerie et une lanterne de 46 m de haut, au centre de diverses maisons en ruine. La tour est totalement blanche et le toit de la lanterne est noir. Il émet, à une hauteur focale de 46 m, un éclat blanc par période de 215 secondes. Sa portée est de 23 milles nautiques (environ 43 km).
Identifiant : ARLHS : BAH-002 - Amirauté : J4620 - NGA : 110-11900 .

### Lien connexe
- Liste des phares des Bahamas